# Chapelle de Charcuble
La chapelle de Charcuble, du nom du hameau du même nom, est implantée sur le territoire de la commune de Bissy-la-Mâconnaise, à plus de 450 mètres d'altitude, au pied du mont Saint-Romain, d'où elle regarde en direction du vignoble du Haut-Mâconnais et de la vallée de la Saône. Une situation géographique proéminente qui a contribué au choix de ce hameau pour la construction de cet édifice.

## Historique
La chapelle a été construite le 1er mai 1941, jour de la fête du Travail, en vingt-quatre heures seulement, ce qui en fait sa particularité la plus notable. Ce jour-là, sous la conduite du chef Louis Vinot, diverses équipes regroupant quelque six cents jeunes et chefs de groupe des Chantiers de la jeunesse française de Saône-et-Loire se relayèrent toutes les trois heures pour construire cette chapelle, que l'on nomme parfois « la chapelle des Chantiers ». 
Cette opération avait pour objectif de présenter le résultat d’un travail laborieux et collectif, mais aussi de marquer concrètement la présence des chantiers de jeunesse sur le territoire, ici aux confins du Haut-Mâconnais. La chapelle se voulait également symbole de foi, de paix et d'espérance.
C’est le groupement n° 4, dit « Vauban » (l'un des cinquante-deux groupements répartis sur le territoire français), basé à Cormatin en 1941 (avant de s’installer à Paray-le-Monial en 1943), qui érigea cette chapelle placée sous le vocable de saint Philippe et de sainte Jeanne d'Arc, comme en témoignent deux peintures murales visibles au fond de la chapelle. Le groupement, dont la devise était « La sueur épargne le sang »,  était alors commandé par Louis Vinot, officier polytechnicien.
Plusieurs journaux en rendirent compte dans leurs colonnes :
- « J'ai vu tomber des arbres et naître une chapelle » (Le Figaro du 7 octobre 1941).
- « Si certains ont accompli à leur sens un acte de piété en participant à la construction de la chapelle, tous ont mis leur ardeur à la réalisation d'un travail désintéressé et sportif dont ils ont compris la beauté morale. » (article paru dans Lyon Républicain').
- « Le 30 avril 1941 à minuit, il n'y avait rien sur cette pente battue par les vents. Le 1er mai à minuit, l'aumônier du groupement célébrait la messe dans la chapelle surgie en moins d'une journée. » (Lyon-Soir).

Des actes de vandalismes commis par des passants furent à l'origine de la création en 1965 d'un Comité de souscription placé sous le patronage de monseigneur Maxime Charles, ancien aumônier des Chantiers, aux fins de restaurer la chapelle.
En mars et avril 1979, la toiture de la chapelle, couverte de laves, fut restaurée, avec le concours de plusieurs hommes qui, trente-huit ans plus tôt, avait bâti l'édifice (travaux qui inclurent la pose d'une nouvelle charpente).
Depuis la guerre, une cérémonie en présence du fanion du groupement – avec montée du drapeau, salut aux camarades tombés au champ d'honneur, minute de silence, sonnerie aux morts, et également célébration d'un office religieux – y a toujours été organisée chaque 1er mai, à l'initiative des anciens du groupement n° 4 « Vauban » et de l'Amicale nationale des anciens des chantiers de la jeunesse française (500 personnes rassemblées en 1991, année du cinquantenaire de la chapelle). Une cérémonie commémorative y est aujourd'hui encore organisée chaque 1er mai.

## Description

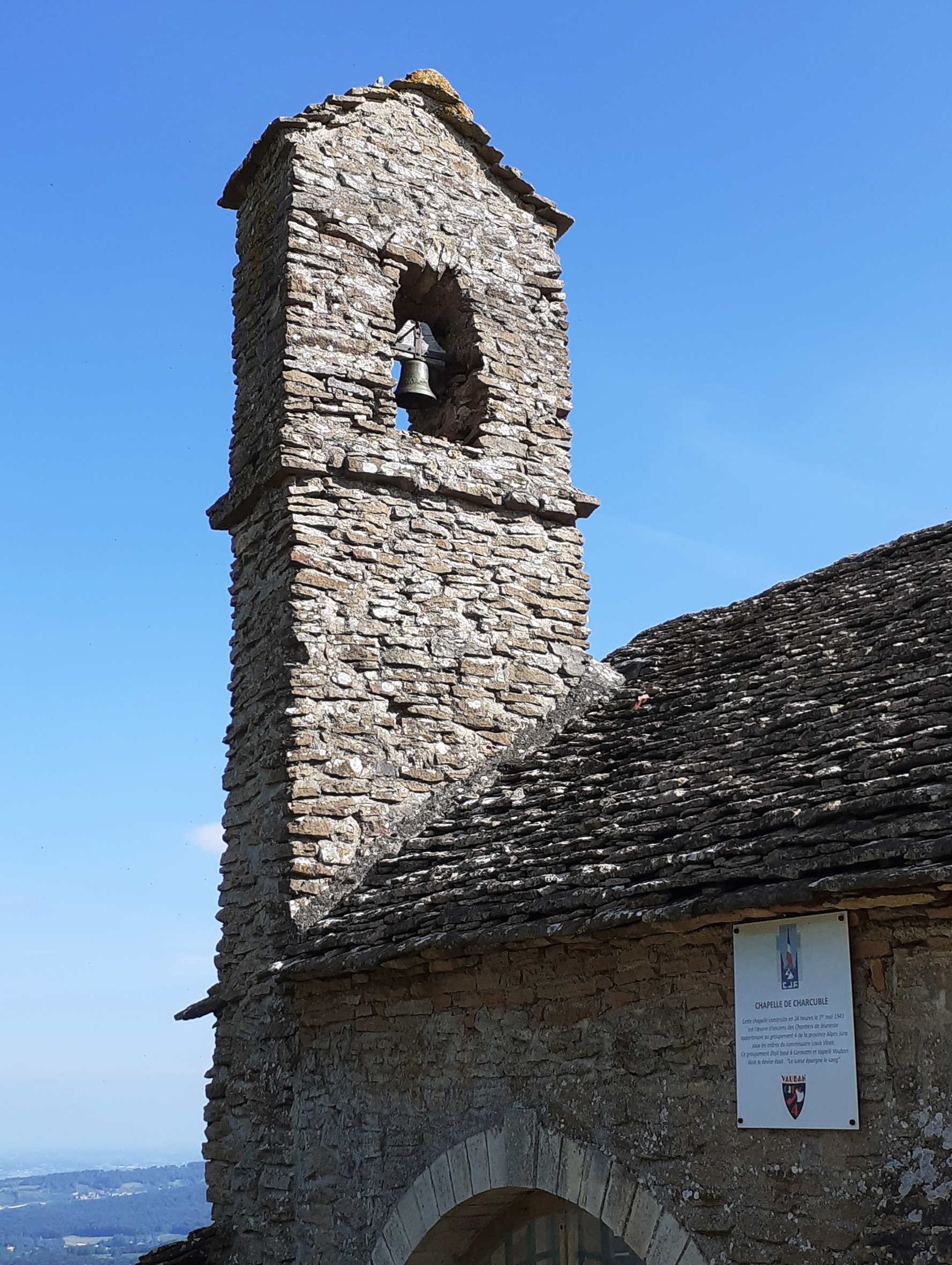
Le campanile de la chapelle, et sa cloche.

La chapelle est largement ouverte sur l'extérieur, principalement du côté ouest (par une vaste arcade en plein cintre). Ses deux côtés sont éclairés, chacun, par de larges baies en cintre légèrement surbaissé.
En façade, au-dessus de l'arcade principale, a été placée une plaque portant l'inscription latine suivante : Sub invocatione Sti Philippi et Ste Joanne Arcensis / In uno die prima Maii MCMXLI / Generoso et libenti animo / Vauban juvenes / Erexerunt.
Contre le mur nord de la chapelle, une plaque intitulée « Chapelle de Charcuble » et reproduisant l'insigne du groupement Vauban des Chantiers de jeunesse a récemment été fixée pour rappeler les circonstances de la construction de l'édifice : « Cette chapelle construite en 24 heures le 1er mai 1941 est l'œuvre d'anciens des Chantiers de Jeunesse appartenant au groupement 4 de la province Alpes Jura sous les ordres du commissaire Louis Vinot. Ce groupement était basé à Cormatin et appelé Vauban dont la devise était : La sueur épargne le sang. »